# Chimarra calawiti
Chimarra calawiti is een schietmot uit de familie van de Philopotamidae. De soort komt voor in het Oriëntaals gebied.
De wetenschappelijke naam voor de soort werd voor het eerst geldig gepubliceerd in 1995 door Wolfram Mey.